# Londonsymfonierna
Londonsymfonierna är en populär benämning på Joseph Haydns tolv sista symfonier, komponerade mellan 1790 och 1794. Efter att den i London anställde violinisten och kapellmästaren Johann Peter Salomon sökt upp Haydn i Österrike och erbjudit denne ett rejält gage mot att han följde med till London och komponerade musik för orkestern där, tog Haydns konstnärskap återigen ny fart. De tolv Londonsymfonierna är storartade kompositioner där varje sats når upp till wienklassicismens absoluta höjder. Endast ett fåtal av Mozarts symfonier når samma formfulländning och utnyttjande av orkesterns möjligheter inom ramen för wienklassicismens elegans. 
Så var det heller inte så konstigt att Haydn lyckades med detta. Efter en 30-årig anställning hos furst Esterhazy, där den privat anställda orkestern på omkring 25 musiker inte alltid uppnådde Haydns kvalitetskrav, blev han oerhört inspirerad då han fick fria tyglar att komponera för en 44 man stark professionell symfoniorkester i London. 
Bland Londonsymfonierna har några blivit särskilt kända, till exempel nr. 94 i G-dur,  Symfonin med pukslaget (även kallad Pukslagssymfonin), som sägs ha tillkommit på grund av att Haydn inte var nöjd med publikens uppmärksamhet. 16 takter in i den långsamma 2:a satsen finns ett överraskande fortissimo, och Haydn påstås om detta ha sagt till Salomon: "Här kommer damerna att hoppa till."
Bland övriga finns symfoni nr. 96 Mirakelsymfonin (eller nr 102, vilken är ännu inte fastställt) som fick sitt namn eftersom en stor kristallkrona föll ner rakt på publiken under konserten utan att någon kom till skada.
Nr. 100 Militärsymfonin därför att den använder sig av triangel, cymbal och bastrumma samt nr. 101 Uret som menar andra satsens tickande läte.
Nr. 103 kallas symfonin med pukvirveln eftersom den börjar med en sådan och den sista nr. 104 i D-dur benämns kort och gott Londonsymfonin.